# 北区立王子小学校
北区立王子小学校（きたくりつおうじしょうがっこう）は、東京都北区王子にある公立小学校。2005年に王子小学校と桜田小学校を統合した、北区立小学校最初の統合新校である。北区立王子桜中学校を併設する。

## 教育の特色
- サブファミリー校・園（王子桜中・東十条小・さくらだ幼）との連携教育
- 地域清掃、募金活動、福祉施設訪問等の青少年赤十字(JRC)、寄付活動
- 「王子狐ばやし」の継承
- 北京第一実験小学校、セブンヒルズスクールの交流
- スポーツ大会
- 外国語タイム

## 沿革

### （旧）北区立王子小学校
- 1874年（明治7年）
  - 7月2日 - 学制の発布を受け、荒川小学校として創立[1]。
  - 7月30日 - 開校[2][3]。上十条村の西音寺を仮教室に当てる[2]。
- 1877年（明治10年）
  - 4月 - 西音寺の修復工事に伴い、村内の雲峰庵へ移転[4]。
  - 9月 - 王子村亀山の王子製紙外人住宅跡に移転[5]。
- 1878年（明治11年）11月 - 上十条、下十条、王子3村の連合学校となる[4]。
- 1879年（明治12年）12月10日 - 下十条村の真光寺に分校を開設[4]。
- 1884年（明治17年）5月 - 王子小学校に改称。分校が荒川小学校として独立[4]。
- 1916年（大正5年）9月1日 - 王子尋常高等小学校に改称[6]。
- 1950年（昭和25年） - 校歌制定。
- 1960年（昭和35年） - 東京都図書館教育研究協力校として発表。
- 1963年（昭和38年） - JRC（青少年赤十字）に全校加盟。以後継続。
- 1970年（昭和45年） - 東京都学校安全優良校受賞。
- 1974年（昭和49年） - 創立100周年記念式典を皇太子、同妃臨席のもと挙行[3]。
- 1975年（昭和50年） - 東京都健康優良校受賞。
- 1985年（昭和60年） - 北京第一実験小学校との交流開始。

### 北区立桜田小学校
- 1976年（昭和51年） - 桜田小学校が開校。

### 北区立王子小学校【150周年】
- 2005年（平成17年）4月1日 - （旧）北区立王子小学校と北区立桜田小学校が統合し北区立王子小学校として開校。
- 2009年（平成21年） - 現在地に移転。北区立王子桜中学校と北区初の小中併設校となる。
- 2020年（令和2年）4月1日 - 王子学級が北区立王子桜中学校の倉庫に設立される。
- 2024年（令和6年）12月14日 - 創立150周年記念式典を秋篠宮文仁親王、同妃臨席のもと挙行[3]。

## 目指す教育
教育目標「かがやけ」王子っ子
- かんがえる子
- がんばる子
- やさしい子
- けんこうな子

## 校歌
- 校歌の作詞は児童・教職員が行い、作曲を羽田健太郎がした。
- 羽田健太郎は旧王子小学校の卒業生。

## 新校舎建設について
新校舎は、旧王子小学校他の敷地に建設。2006年（平成18年）4月から6月まで3回のワークショップを経て、小学校棟と中学校棟をL字型一体配置とし、中央が共用ゾーンになる設計である。 
- 建設場所 王子2丁目7番19号・34号（旧王子小学校・旧王子中学校）
- 施設規模 敷地面積約23,000平方メートル、延べ床面積約23,190平方メートル（学童クラブ、言語障害・難聴学級、情緒障害学級、ホール、体育館2館、武道場を含む）4階建、屋上プール

## アクセス
- JR京浜東北線・王子駅 - 徒歩7分
- 東京メトロ南北線・王子駅 - 徒歩6分
- バス停（王子三丁目） - 徒歩1分

## その他
- 王子小学校の隣には2005年に王子中学校と桜田中学校が統合した学校北区立王子桜中学校がある
- 王子小学校は北区の中心に位置する
- 100周年記念祭には当時の皇太子・皇太子妃が参列した[3]。また、1945年（昭和20年）に卒業式が出来なかった当時の児童がこの日に卒業式を行った。

## 著名な卒業生
- 小川知子（女優）
- 羽田健太郎（作曲家）
- 室町大助（俳優、殺陣師）
- 荒川務（ミュージカル俳優）
- 中村航輔（サッカー選手）